# Acrolister garambae
Acrolister garambae är en skalbaggsart som beskrevs av Thérond 1959. Acrolister garambae ingår i släktet Acrolister och familjen stumpbaggar. Inga underarter finns listade i Catalogue of Life.